# Acalypha rivularis
Acalypha rivularis är en törelväxtart som beskrevs av Berthold Carl Seemann. Acalypha rivularis ingår i släktet akalyfor, och familjen törelväxter. Inga underarter finns listade i Catalogue of Life.